# Alessandro Martinengo Colleoni

Stemma di Alessandro Martinengo Colleoni

Alessandro Martinengo Colleoni (Bergamo, ... – Bergamo, 18 febbraio 1530) è stato un condottiero italiano.

## Biografia

### La famiglia d'origine
Il capitano Alessandro Martinengo Colleoni era figlio di Gherardo II, figlio di Marco Martinengo, e di Ursina (o Orsina) figlia legittima e primogenita di Bartolomeo Colleoni, e di Tisbe Martinengo. 
Il matrimonio di Ursina con Gherardo era stato combinato dal condottiero bergamasco che voleva mantenere stretti i rapporti di parentela con i suoi capitani, garantendosi una certa sicurezza. La figlia secondogenita, Caterina, sposò Gaspare Martinengo, mentre la figlia Isotta sposò Giacomo Francesco Martinengo. La famiglia Martinengo Colleoni divenne una delle più importanti famiglie nobili della Lombardia.
Il Colleoni nell'ultimo suo testamento, non avendo avuto figli maschi, nominò suoi figli adottivi due dei tre figli di Ursina: Alessandro e Estore nominandoli suoi eredi, lasciando al secondogenito Giulio solo un legato. Il testamento del 27 e 31 ottobre 1475, impose loro di modificare il cognome in Martinengo Colleoni diventando così proprietari dei possedimenti e dei poteri giurisdizionali del condottiero orobico..

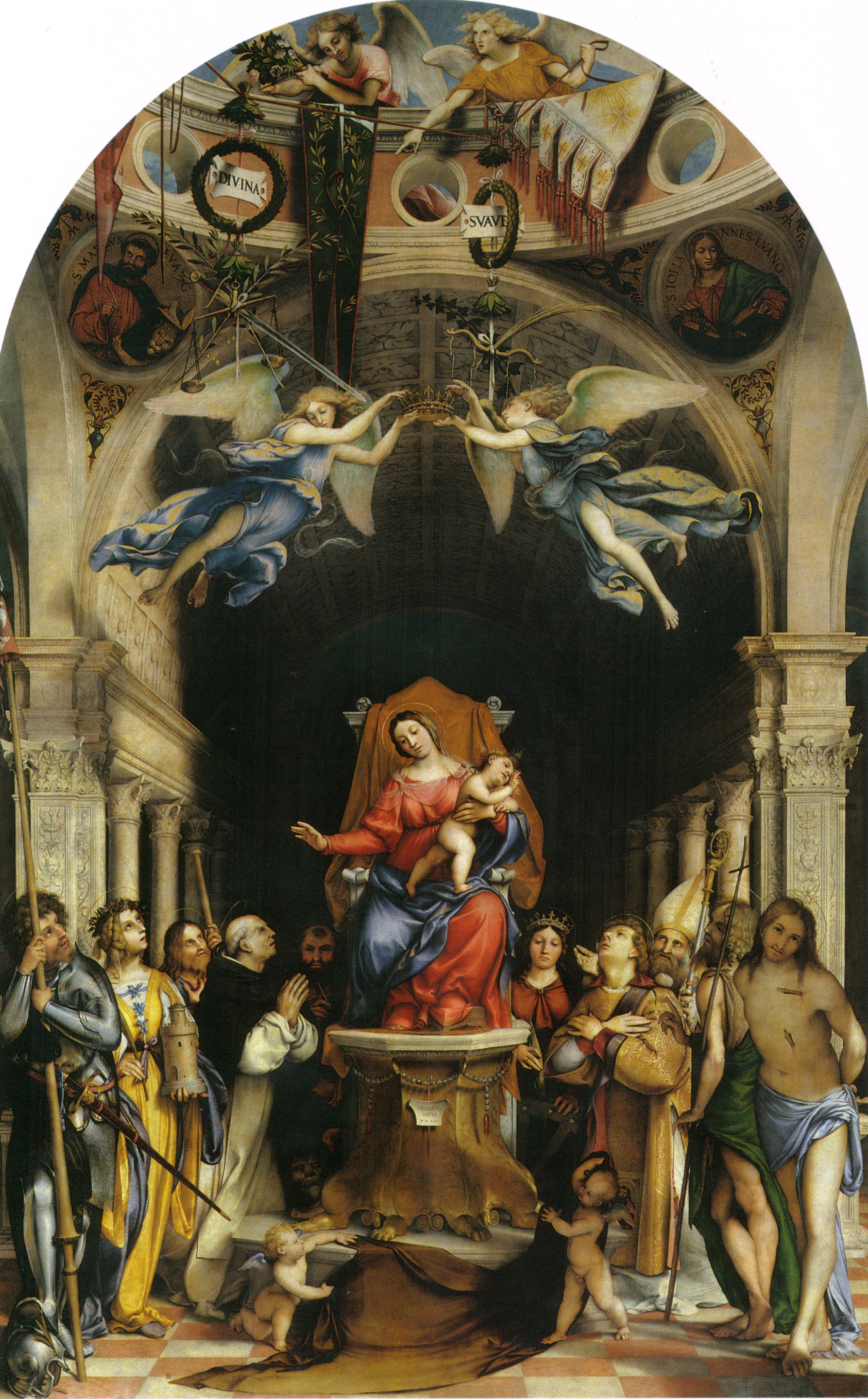
Pala Martinengo

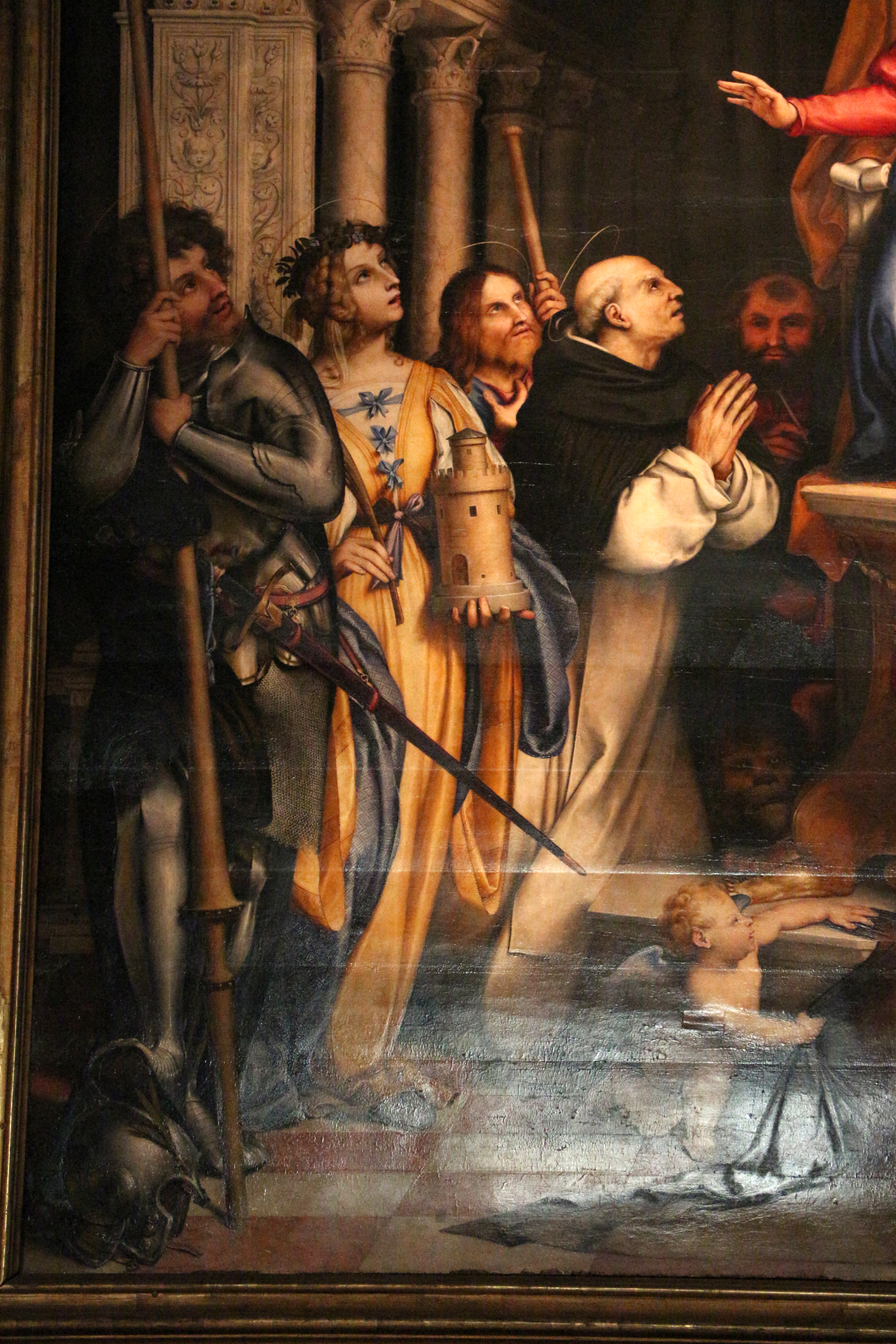
Sant'Alessandro di Bergamo e santa Barbara

Dal testamento di Gerardo Martinengo si desume che nel dicembre del 1478 lo spettabile e generoso cavaliere Alessandro era coniugato con la veneziana di nobili origini Bianca di Tomaso Mocenigo la cui morte avvenne nel 1523, senza lasciare eredi. Vi è un precedente documento del 20 novembre 1476 dove il doge di Venezia Andrea Vendramin, concede a Alessandro e Bianca Mocenigo il salvacondotto per recarsi a Bergamo con i relativi servi e dame nonché argenterie e varie vettovaglie in occasione del loro matrimonio.

### Attività militari
Nel 1465 risulta che fosse alle dipendenze di Ludovico Sforza e nel 1467 combatté alla conquista di Tesino contro l'esercito di Sigismondo d'Austria. Nel luglio del 1495 comandò le tredici squadra di lanceri nella battaglia di Fornovo  e in quella di Taro con l'incarico di circondare l'esercito francese, dovendo poi retrocedere dopo aver conquistato con Taddeo della Motella, l'artiglieria. Nel dicembre dell'anno successivo con Taliano da Carpi, Luigi Avogadro e sempre Taddeo della Motella a supporto dei genovesi in Liguria. Nel 1500 a causa di una malattia lasciò gli incarichi in arme al fratello minore Giulio.

### Le commissioni
Alessandro Martinengo Colleoni acquistò nel 1500, alcune proprietà nella vicinia di san Giovanni, di fronte alla chiesa di Sant'Alessandro della Croce, facendovi poi costruire da Antonio figlio dell'ingegnere Venturino Moroni una casa. Il contratto che siglava la commissione venne firmato nel Castello di Malpaga. I Moroni si erano aggiudicate altre commissioni dai Colleoni, furono tra i costruttori della Cappella Colleoni. L'abitazione aveva un cortile loggiato e porticato e una grande sala. Questa fu anche sede della mostra del 1898. Della sua descrizione rimane solo il contratto di committenza che la darebbero delle dimensioni di palazzo Casotti di via Pignolo. Alessandro non abitò mai la casa preferendo restare al sicuro nella rocca di Malpaga. Alla sua morte non avendo eredi, l'abitazione divenne di proprietà del nipote Gerardo figlio del fratello Estore. Nel 1741 la proprietà risulta fosse di Giovanni Martinengo di Brescia che lo alienò a Giovan Battista Mosconi che lo demolì per riedificarlo su progetto di Giovan Battista Caniana, riconoscibile nel Palazzo Agliardi al numero civico 86 di via Pignolo.
Il Martinengo Colleoni, come i suoi familiari, aveva un privilegio per i domenicani, il padre era sepolto nella chiesa dei domenicani di Brescia, e Bartolomeo Colleoni aveva fondato il santuario Madonna della Basella a Urgnano. Alessandro fu molto generoso con il medesimo monastero. Sono presenti gli stemmi delle famiglie dei due sposi, nella sacrestia e sui capitelli del chiostro.
Alessandro Martinengo Colleoni, rimarrà noto per aver commissionato la grande Pala Martinengo, al veneziano Lorenzo Lotto, che forse lo ritrasse in primo piano nelle vesti del santo soldato Alessandro di Bergamo a fianco quello della moglie Bianca raffigurata in Santa Barbara. Il Martinengo la commissionò per la ex chiesa di santo Stefano  gestita dai domenicani, poi dislocato nella chiesa dei Santi Bartolomeo e Stefano quando la prima venne distrutta per la costruzione delle mura veneziane. Sua fu la commissione anche del coro eseguito da fra Damiano Zambelli e dal giovane Giovan Francesco Capoferri, anche questo salvato solo in parte e posto nell'abside della medesima chiesa posta sul Sentierone della città bassa di Bergamo.

Il Martinengo Colleoni, come tutti i membri della famiglia, aveva un particolare attenzione ai domenicani, aveva ottenuto il giuspatronato e il diritto di sepoltura nella chiesa di Santo Stefano. Alla demolizione della chiesa la salma con il monumento funerario, fu traslata nel santuario Madonna della Basella di Urgnano.